# Marcel Krajewski
Marcel Krajewski (Brodnica, 21 ottobre 2004) è un calciatore polacco, difensore del Widzew Łódź.

## Carriera

### Club
Cresciuto nel settore giovanile del Legia Varsavia, dopo aver disputato alcuni incontri in quarta divisione con la squadra riserve tra il 2021 ed il 2023, nel 2023 è stato ceduto in prestito allo Znicz Pruszków nella seconda divisione polacca, dove ha debuttato il 23 luglio nell'incontro di campionato vinto 2-0 contro il Resovia Rzeszów.
Il 24 giugno 2024 è stato acquistato a titolo definitivo dal Widzew Łódź, club della prima divisione polacca, con cui nella stagione 2024-2025 ha realizzato una rete in 24 partite di campionato giocate, venendo poi riconfermato in rosa anche per la stagione 2025-2026.

### Nazionale
Ha giocato con le nazionali giovanili polacce Under-15, Under-20 ed Under-21.

## Statistiche

### Presenze e reti nei club
Statistiche aggiornate al 26 luglio 2025.
| Stagione                 | Squadra                  | Campionato               | Campionato | Campionato | Coppe nazionali | Coppe nazionali | Coppe nazionali | Coppe continentali | Coppe continentali | Coppe continentali | Altre coppe | Altre coppe | Altre coppe | Totale | Totale | Totale |
| Stagione                 | Squadra                  | Comp                     | Pres       | Reti       | Comp            | Pres            | Reti            | Comp               | Pres               | Reti               | Comp        | Pres        | Reti        | Pres   | Reti   |        |
| ------------------------ | ------------------------ | ------------------------ | ---------- | ---------- | --------------- | --------------- | --------------- | ------------------ | ------------------ | ------------------ | ----------- | ----------- | ----------- | ------ | ------ | ------ |
| 2021-2022                | Legia Varsavia II        | 3L                       | 2          | 0          | -               | -               | -               | -                  | -                  | -                  | -           | -           | -           | 2      | 0      |        |
| 2022-2023                | Legia Varsavia II        | 3L                       | 16         | 0          | -               | -               | -               | -                  | -                  | -                  | -           | -           | -           | 16     | 0      |        |
| Totale Legia Varsavia II | Totale Legia Varsavia II | Totale Legia Varsavia II | 18         | 0          |                 | -               | -               |                    | -                  | -                  |             | -           | -           | 18     | 0      |        |
| 2023-2024                | Znicz Pruszków           | 1L                       | 34         | 1          | CP              | 2               | 0               | -                  | -                  | -                  | -           | -           | -           | 36     | 1      |        |
| 2024-2025                | Widzew Łódź              | EK                       | 24         | 1          | CP              | 2               | 0               | -                  | -                  | -                  | -           | -           | -           | 26     | 1      |        |
| 2025-2026                | Widzew Łódź              | EK                       | 1          | 0          | CP              | 0               | 0               | -                  | -                  | -                  | -           | -           | -           | 1      | 0      |        |
| Totale Widzew Łódź       | Totale Widzew Łódź       | Totale Widzew Łódź       | 25         | 1          |                 | 2               | 0               |                    | -                  | -                  |             | -           | -           | 27     | 1      |        |
| Totale carriera          | Totale carriera          | Totale carriera          | 77         | 2          |                 | 4               | 0               |                    | -                  | -                  |             | -           | -           | 81     | 2      |        |